# سیارک ۳۷۶۸۷
سیارک ۳۷۶۸۷ (به انگلیسی: 37687 Chunghikoh، نامگذاری:1995QB10) سی و هفت هزار و ششصد و هشتاد و هفتمین سیارک کشف شده‌است که در ۳۰ اوت ۱۹۹۵ کشف شد.